# ヘビー・メタル (プロレスラー)
ヘビー・メタル（Heavy Metal）のリングネームで知られるエリック・フランシスコ・カサス・ルイス（Erick Francisco Casas Ruiz、1970年10月4日 - ）は、メキシコのプロレスラー。メキシコシティ出身。

## 来歴
父はラ・マヒストラルを開発したペペ・カサス（引退後はAAAのレフェリー）、長兄はネグロ・カサス、次兄はフェリーノ（ベビー・カサス）、従兄弟にブラック・スター、甥にティグレ、ピューマ・キング（共にフェリーノの息子）というプロレス一家。
学生時代は水泳、アメリカンフットボール（クォーターバック）、フルコンタクトなどスポーツ万能だった。その後父にルチャを学び、1988年2月14日にアレナ・アステカで父とタッグチームを組み、カネロ・カサス（Canelo Casas）のリングネームでデビュー。
1990年6月25日、クエルナ・バカでシクロン・ラミネスを破りナショナル・ウェルターを初奪取。1992年5月にAAAの旗揚げに参加し、突如としてサングラスにギターを構えたヘヴィメタルスタイルへギミックチェンジしてリングネームをヘビー・メタルへ変更した。
1997年1月、3月、WWF（現在のWWE）に出場、2004年にはTNAに出場。
2005年2月にAAAを脱退してCMLLに復帰し、兄弟トリオを復活。2010年ふたたびAAAに復帰。

## 得意技
- ラ・マヒストラル

## 獲得タイトル
- ナウカルパンタッグチーム王座（＆アルカンヘル）
- メキシコナショナルウェルター級王座 : 2回
- WWA世界ウェルター級王座
- メキシコナショナルタッグチーム王座（＆ラテン・ラバー）
- UWA世界ライトヘビー級王座
- AAA Campeon de Campeones Championship（AAAのG1 CLIMAX）2001年優勝。
- IWRGインターコンチネンタルヘビー級王座
- IWRGインターコンチネンタルトリオ王座（＆ネグロ・カサス、フェリーノ）